# 馬庫平 (伊利諾伊州)
馬庫平（英語：Macoupin）是位於美國伊利諾伊州馬庫平縣的一個非建制地區。該地的面積和人口皆未知。

## 地理
馬庫平的座標為39°12′48″N 89°57′26″W / 39.21333°N 89.95722°W，而該地的平均海拔高度為167米（即548英尺）。